# Curt Sjöö
Curt Ove Leonard Sjöö, född 16 mars 1937 i Eksjö stadsförsamling i Jönköpings län, är en svensk arméofficer med generallöjtnants grad.

## Biografi
Sjöö tog studentexamen i Eksjö 1955 och officersexamen vid Krigsskolan Karlberg 1958. Han började som fänrik vid Skånska trängregementet (T 4), befordrades till kapten 1966 och genomgick högre officersutbildning vid Militärhögskolan (MHS) 1966–1969. Åren 1969–1978 tjänstgjorde han vid Arméstaben och Försvarsstaben och under den tiden befordrades han till major 1972 och överstelöjtnant 1974. Åren 1978–1980 var han bataljonschef vid Svea trängregemente (T 1). År 1980 befordrades han till överste och var 1980–1983 chef för Krigsskolan Karlberg. År 1983 befordrades han till överste av första graden och var sedan åren 1983–1987 truppslagsinspektör för Trängtrupperna. Åren 1987–1988 var han sektionschef vid Västra militärområdet (Milo V). Han befordrades 1988 till generalmajor och var 1988–1990 chef för Arméstaben. År 1990 befordrades han till generallöjtnant och var 1990–1992 militärbefälhavare för Övre Norrlands militärområde (Milo ÖN) samt 1993–1996 militärbefälhavare för Norra militärområdet (Milo N).
Sjöö var adjutant hos Carl XVI Gustaf från 1974, och överadjutant från 1980. Han var senare förste adjutant och chef för kungens stab 1997–2003.
Curt Sjöö invaldes 1983 som ledamot av Kungliga Krigsvetenskapsakademien.

## Utmärkelser
- Storkors av Isländska falkorden, 24 november 1998.[2]
- Storkors av Italienska republikens förtjänstorden, 5 maj 1998.[3]
- Storkors av Argentinska Mayorden, 4 juni 1998.[4]